# خرگوش تولایی
خرگوش تولایی یا خرگوش شرقی (نام علمی: Lepus tolai) (به ترکمنی: تاواشان) 
(به بلوچی: کرگوشک) گونه‌ای از سردۀ خرگوش‌ها است که بیشتر در آب‌وهوای نیمه‌خشک، استپ و جنگل در مناطق آسیای مرکزی، مغولستان، مرکز و شمال چین زندگی می‌کند.
خرگوش تولایی از لحاظ ظاهری تشابه زیادی به خرگوش صحرایی اروپایی دارد ولی کمی کوچک‌تر است. پراکندگی زیستگاه این خرگوش در نیمه شرقی ایران از جنوب شرقی دریای مازندران، میانکاله تا مرز افغانستان است. تا به حال پژوهش‌های زیادی در خصوص مشخصات ظاهری، محدوده زیستی و عادات و رفتار این گونه انجام نشده است.

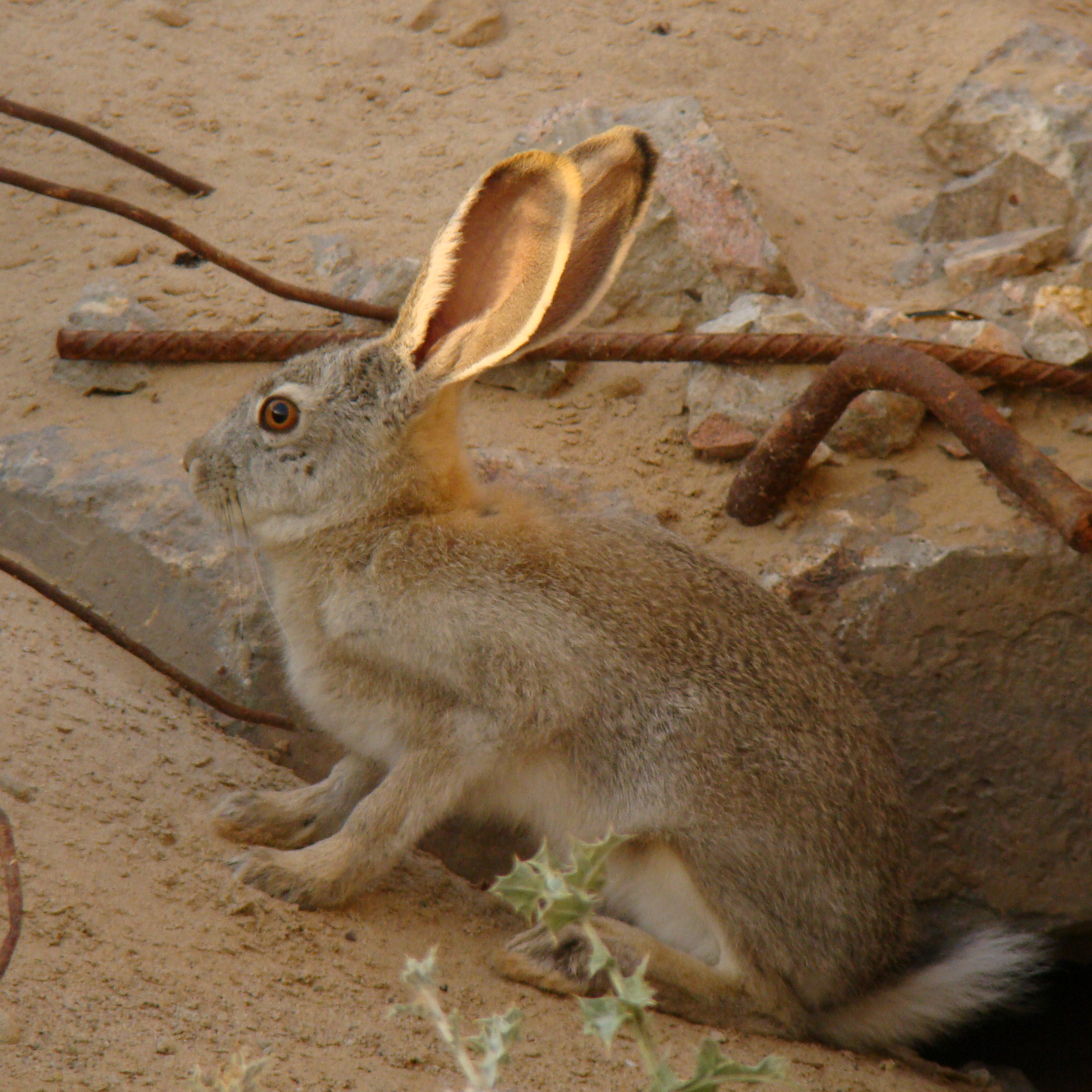
جوان